# 道路橋点検士
道路橋点検士（どうろきょうてんけんし）は、一般社団法人橋梁調査会が認定する資格。
国土交通省により、公共工事に関する調査及び設計等の品質確保に資する技術者資格に登録されている。

## 区分
以下の2区分がある。
- 道路橋点検士
- 道路橋点検士補

## 受験資格
学歴に応じた年数の橋梁に関する実務経験を有すること。

## 資格取得の流れ
- 講習：東京（または埼玉）及び大阪で実施する。3日間の講習、2日目に現地実習(実橋の点検)あり
- 試験：上記講習3日目に実施する筆記試験
- 登録：業務実績を申告して登録（実績が基準に不足しているときは道路橋点検士補として登録）